# Cryphia duskei
Cryphia duskei är en fjärilsart som beskrevs av Hugo Theodor Christoph 1892. Cryphia duskei ingår i släktet Cryphia och familjen nattflyn. Inga underarter finns listade i Catalogue of Life.